# ويليام لويس (لاعب كريكت)
ويليام لويس (بالإنجليزية: William Lewis)‏ (3 ديسمبر 1807 - 10 أكتوبر 1889) هو لاعب كريكت بريطاني (وحمل سابقاً جنسية المملكة المتحدة لبريطانيا العظمى وأيرلندا).